# Флавіо Бйондо
Фла́віо Бйо́ндо (італ. Flavio Biondo; *1392 — †4 червня 1463) — італійський вчений-гуманіст, історик.

## Творча біографія і доробок
Критично використавши історичні документи й джерела, в своїй праці «Історія з часу падіння Римської імперії» (1435—53, 31 кн.), що охоплює період 410—1410, Бйондо вперше систематично виклав історію середніх віків як окремого періоду. Бйондо — засновник історичної географії.
Цікаво, що складова частина історичної періодизації термін «Середньовіччя» (лат. Medium aevum) був пущений в обіг Флавіо Бьондо в праці «Декади історії, починаючи від занепаду Римської імперії». Бьондо та інші діячі епохи Ренесансу окреслювали період середньовіччя для того, щоб розділити «старі часи» (які ототожнювались із теократичним сприйняттям життя) з новітньою добою, що відроджувала класичну культуру за зразком античності.

## Праці
- De Origine et Gestis Venetorum (part of the Opera Basel 1531)
- Historiae Ab Inclinatione Romanorum Imperii (part of the Opera Basel 1531)
- Historiarum ab inclinatione romanorum imperii (Venice: Octavianus Scotus, 1483; Hain *3248)
- In Romam Instauratam
- Roma Instaurata (part of the Opera Basel 1531)
- Italia Illustrata (part of the Opera Basel 1531)
- Triumphans Roma (part of the Opera Basel 1531)
- Historiam Blondi forliviensis ab inclinatione Imperii romanorum (Naples, 1494)